# 劉夫人 (袁紹)
劉夫人（りゅうふじん、生没年不詳）は、中国後漢末期の女性。袁紹の正室（継室）。子は袁譚・袁尚。

## 生涯
袁紹の寵愛を受け、袁譚と袁尚を出産した。特に袁尚は父と母の双方から可愛されたため、袁紹夫婦は袁譚を差し置いて袁尚に後継させようと目論んでいたとされる。
嫉妬深い性格で、建安7年（202年）に袁紹の死後、ただちに袁紹の5人の側室を皆殺してその死体を侮辱した。後継者となった袁尚も母の意を受けて、側室5人の家族を族滅した。
建安9年（204年）に曹操が袁氏の本拠である鄴を攻めた際、袁熙の妻である甄氏とともに鄴に在った。落城後に袁氏一族の妻子の多くは乱取りされたが、曹操の子である曹丕は甄氏に一目惚れしたことによって自身は難を逃れた。その後、袁紹の未亡人として曹操から手厚い待遇を受け、絹や米を賜与されて亡夫の宝物を返され、平穏な生活を送っていた。